# هارون بي. ليرنر
هارون بي. ليرنر (بالإنجليزية: Aaron B. Lerner)‏ هو طبيب أمريكي، ولد في 1920، وتوفي في 2007.